# Mikael Neumann
Mikael Neumann, född 17 januari 1949 i Köpenhamn, är en dansk-svensk musiker, skådespelare, textförfattare och TV-programledare. Han är son till gitarristen Ulrik Neumann och skådespelaren Stina Sorbon och bror till Ulla Neumann.
Mikael Neumann spelade i olika danska rockband i början av 1960-talet, bland annat med flera av musikerna som senare bildade gruppen "Shu.Bi.Dua". Han lämnade rockmusiken och började ta privata lektioner i klassisk sång hos operasångerskan Edith Oldrup Björling samtidigt som han lärde sig spela klassiskt gitarr för sin pappa.
Han debuterade som estradartist tillsammans med sin syster Ulla och pappa Ulrik på Fiskartorpet i Helsingfors i Finland 1968. I Sverige har han blivit känd för sitt samarbete med Eva Rydberg. Rydberg och Neumann gjorde flera shower ihop under 1980-talet och svarade för många komiska inslag i TV-serien Hasse och hans vänner 1988. Neumann har tillsammans med Åke Cato skrivit manus till flera av Eva Rydbergs uppsättningar på Fredriksdalsteatern i Helsingborg, där han själv spelade en roll i Hemvärnets glada dagar sommaren 2005. Han spelade hotellchef i farsen Bäddat för sex i Halmstad 1998 och deltog i revyn Sommarskôj på Lisebergsteatern i Göteborg 1999. Mikael medverkade i Tommarpsrevyn på Österlen 2007.
Som regissör har Neumann exempelvis gjort revyerna Turning Mossig (2004) på Nöjesteatern i Malmö och Tunnelseende (2005) på Slagthuset i Malmö.

## Diskografi
- 2015 - Käraste bröder, systrar och vänner
- 2013 - Nånting i hästväg
- 2007 - Oss emellan
- 2003 - Sånger från Näset
- 2001 - Danske sanger & svenska visor
- 1996 - Män är bättre
- 1993 - Livet är en plåga

## Teaterpjäser
- Uppdrag grönskning tillsammans med Åke Cato (2015) Trelleborgsrevyn
- Viva la Greta tillsammans med Åke Cato (2011) Fredriksdalsteatern
- Den stora premiären tillsammans med Åke Cato (2007) Fredriksdalsteatern/Intiman
- Upp till camping tillsammans med Åke Cato (1996) Fredriksdalsteatern
- Husan också tillsammans med Åke Cato (1995) Fredriksdalsteatern/Lisebergsteatern
- Den tappre soldaten Bom tillsammans med Åke Cato (1994) Fredriksdalsteatern

## Filmmanus
- 2000 - Fars lilla tös

## Filmografi
- 1999 - Bäddat för sex